# Курилін Євген В'ячеславович
Євген В'ячеславович Курилін (народився 3 січня 1979 у м. Мінську, СРСР) — білоруський хокеїст, центральний нападник. Майстер спорту міжнародного класу.
Хокеєм займається з 1985 року, перший тренер — Г.І. Бандурін. Виступав за команди «Анкоридж Ейсес», «Арканзас РіверБлейдс», «Джонстаун Чіфс», «Металург» (Новокузнецьк), «Німан» (Гродно), «Керамін» (Мінськ), «Молот-Прикам'є» (Перм), «Векшьо Лейкерс», ХК «Гомель», «Динамо» (Мінськ), «Юність» (Мінськ).
У складі національної збірної Білорусі провів 77 матчів (9 голів, 10 передач), учасник чемпіонатів світу 2006, 2007 і 2008. У складі молодіжної збірної Білорусі учасник чемпіонату світу 1999 (U-20).
Срібний призер СЄХЛ (2003, 2004). Чемпіон Білорусі (2003, 2007, 2010, 2011), бронзовий призер (2004, 2008). Володар Кубка Білорусі (2004-травень, 2006, 2009, 2010), фіналіст (2002, 2004-серпень).